# Magnús Þórhallsson
Magnús Þórhallsson (Thorhallsson), fue un sacerdote benedictino islandés conocido principalmente por ser el autor de la segunda parte del compendio medieval Flateyjarbók, que también completó con ilustraciones y miniaturas. Resaltando los Flateyjarannáll (Anales de Flatey) que acabó en 1394 o 1395. Algunos investigadores también imputan la autoría de Grega saga a Magnús. Al margen de alguna cita de Snorri Sturluson en Heimskringla, se conoce muy poco sobre su vida personal.